# 若潮酒造
若潮酒造株式会社（わかしおしゅぞう）は、鹿児島県志布志市に本社及び工場を置く、日本の酒造業者。

## 概要
おもに焼酎を中心とした酒類の製造および販売の運営を行っている。
1968年（昭和43年）8月1日に若潮酒造協業組合とし、地元の酒造メーカー5社が一緒になり操業開始。旧志布志町で芋焼酎の製造を始めた。
2008年（平成20年）8月1日に組織変更を実施、若潮酒造株式会社を設立した。
高品質な焼酎造りに定評があり、「鹿児島県本格焼酎鑑評会」や熊本国税局が実施する「酒類鑑評会」にて高い評価を受けている。
本社敷地内に焼酎蔵「志燦蔵（しさんぐら）」「千刻蔵（せんごくぐら）」の二蔵をかまえる。

## 主要商品
- 本格焼酎「さつま白若潮」（旧「さつま若潮」）
同社の創業時から今日にかけて作られている芋焼酎。白麹。地元鹿児島県産のサツマイモ（主に黄金千貫）を使用した、クセのない甘みのある味わいが特徴である。旧名称「若潮」から味のテイストを変更しており、味質が向上している。
- 「さつま黒若潮」
黒麹の芋焼酎。地元・鹿児島県産の黄金千貫と黒麹で仕込んだ、キレのある味わいが特徴である。
- 「千亀女」シリーズ
日本国内の特約店「千亀女加盟店」でのみ取り扱われている。「千亀女（芋製）」「千亀女（麦製）」「千亀女（紫芋）」「千亀女（荒ごし仕上げ～舞）」などのラインナップがある。
- 「権現」
鹿児島県志布志市志布志町の一部の酒屋で取り扱われている。地域限定焼酎。
- 「たんこどん」
現在では数少ない手製の木樽蒸留器にて蒸留された芋焼酎。
- 「わかしおの梅酒」
鹿児島県大隅産の梅を使用し、本格芋焼酎で仕込んだ無添加の梅酒。